# Epinephrine (dược phẩm)
Epinephrine, còn được gọi là adrenalin hoặc adrenaline, là tên một loại thuốc và hormone. Với vai trò một loại thuốc, chúng có thể sử dụng trong một số trường hợp, bao gồm phản vệ, ngừng tim, và chảy máu bên ngoài. Thuốc tiêm epinephrine có thể được sử dụng để cải thiện các triệu chứng của viêm thanh khí phế quản.  Chúng cũng có thể được sử dụng cho bệnh hen suyễn khi các phương pháp điều trị khác không hiệu quả. Chúng có thể được tiêm tĩnh mạch, tiêm vào cơ bắp, dùng qua đường mũi (hít), hoặc bằng cách tiêm ngay dưới da.
Các tác dụng phụ thường gặp bao gồm run rẩy, lo âu và đổ mồ hôi. Nhịp tim nhanh và huyết áp cao có thể xảy ra. Thỉnh thoảng, sử dụng thuốc có thể dẫn đến nhịp tim bất thường. Vì mức độ an toàn của việc sử dụng thuốc trong khi mang thai và khi cho con bú là không rõ ràng, người mẹ phải cân nhắc khi sử dụng thuốc.
Epinephrine thường được sản xuất bởi cả tuyến thượng thận và một số tế bào thần kinh. Chất này đóng một vai trò quan trọng trong phản ứng chiến-hay-chạy bằng cách tăng lưu lượng máu đến cơ bắp, đầu ra của tim, sự giãn nở đồng tử và lượng đường trong máu... Epinephrine thực hiện điều này bằng các tác dụng của nó đối với các thụ thể alpha và beta. Chất này được tìm thấy ở nhiều loài động vật và một số sinh vật đơn bào.
Jokichi Takamine lần đầu tiên phân lập được epinephrine vào năm 1901. Nó nằm trong danh sách các thuốc thiết yếu của Tổ chức Y tế Thế giới, tức là nhóm các loại thuốc hiệu quả và an toàn nhất cần thiết trong một hệ thống y tế. Chúng có sẵn dưới dạng thuốc gốc. Chi phí bán buôn ở các nước đang phát triển là từ 0,10 đô la Mỹ đến 0,95 đô la Mỹ một lọ. Tại Hoa Kỳ, chi phí của dạng tiêm phổ biến nhất cho phản vệ là khoảng US $ 600 cho hai đợt trong năm 2016, phiên bản thuốc gốc thì chỉ có giá khoảng US $ 140 cho hai.